# خوليو غالو
خوليو غالو (بالإنجليزية: Julio Gallo)‏ هو شخصية أعمال أمريكي، ولد في 21 مارس 1910 في أوكلاند في الولايات المتحدة، وتوفي في 2 مايو 1993 في تراساي في الولايات المتحدة.